# Rezerwa taktyczna
Rezerwa taktyczna w rozgrywkach żużlowych (RT) – specyficzny rodzaj rezerwy, stosowany w zawodach drużynowych, gdy przegrywający traci do rywala minimum sześć punktów. 
Rezerwa taktyczna to możliwość dodatkowego startu dla dowolnego żużlowca/żużlowców (zazwyczaj najlepszego/najlepszych), w przeciwieństwie do rezerwy zwykłej, która może stać się udziałem tylko zawodników rezerwowych (w Polsce nr 7 – ekstraliga, oraz 7 i 8 - I i II liga). Każdy zawodnik w ramach rezerwy taktycznej może się pojawić na torze tylko jeden raz w meczu, przy czym taka rezerwa może być stosowana tak długo, jak długo zespół przegrywa minimum sześcioma punktami. Nie jest ona zatem jednorazowa, jednak jej liczba jest ograniczona liczbą zawodników w drużynie, zgłoszonych do spotkania (nie mylić z liczbą miejsc w składzie).
Teoretycznie więc w ekstralidze można z takiej rezerwy skorzystać maksymalnie siedem, a w niższych ligach osiem razy w meczu. W praktyce jest to jednak mało prawdopodobne, gdyż oznaczałoby to, że z czasem słabsi zastępują lepszych, co byłoby działaniem bez wątpienia na szkodę drużynie. Rezerwa taktyczna sama w sobie nie jest bowiem gwarantem zmniejszenia dystansu do drużyny prowadzącej w meczu, jest natomiast furtką, z której można skorzystać posyłając do boju swoich najlepszych jeźdźców w zamian za zawodników słabszych. Zastępowanie lepszych słabszymi nie jest jednak całkowicie niemożliwe, bowiem może się zdarzyć, że w trakcie spotkania np. lider zespołu nabawi się kontuzji i koledzy z drużyny - zgodnie z obowiązującymi zasadami – zastępują go właśnie poprzez RT. To są jednak przypadki stosowania RT raczej z konieczności, czy też po prostu z braku innych możliwości.
Istnieje natomiast możliwość taka, że zawodnik, który wcześniej startował jako RT, jest w dalszej kolejności zmieniany przez innego żużlowca. Rezerwa taktyczna to w końcu próba ratowania rezultatu, więc jeśli zawodnik początkowo spisywał się dobrze, to jako RT wystąpił, gdy z kolei zaczął jechać słabiej, wtedy pojechał za niego kolega z drużyny, który w danym momencie spotkania dawał szansę na lepszy wynik. Wszelkie tego typu manewry mogą mieć zastosowanie tylko w granicach stosowania RT. Żadna bowiem sytuacja, jaka wytworzy się w danych zawodach (nawet kontuzja), nie stwarza dodatkowych przywilejów czy "naciągnięcia przepisów" względem stosowania RT. Wspomniana w przykładzie kontuzja nie jest zatem pretekstem do stosowania RT, gdy np. zespół prowadzi w spotkaniu. W takich przypadkach możliwe jest stosowanie tylko rezerwy zwykłej.
Rezerwę taktyczną można stosować:
- za zawodników z numerami 1-5 i 9-13 może pojechać każdy zawodnik, zgłoszony do składu meczowego
- gdy przegrywa się minimum sześcioma punktami, pod warunkiem, że istnieje jeszcze taka możliwość, a więc został choć jeden żużlowiec, który w ramach RT może wystąpić
- kilkukrotnie za tego samego jeźdźca

Rezerwy taktycznej nie można stosować:
- za samego siebie
- po raz drugi przez tego samego żużlowca
- przegrywając pięcioma lub mniej punktami
- remisując bądź prowadząc w meczu
- za tzw. zawodnika zastępowanego
- za dwóch zawodników w biegu jednocześnie (Joker także zalicza się do RT)
- za młodzieżowca z nr 6 i 14 – w ramach RT może za tego zawodnika pojechać tylko junior z nr 7/8 i 15/16, a nie dowolny żużlowiec
- za zawodników rezerwowych
- gdy uprzednio wystąpiło się w ramach Jokera

Specyficzną odmianą rezerwy taktycznej jest tzw. joker.